# Plagiochila rudischusteri
Plagiochila rudischusteri là một loài rêu trong họ Plagiochilaceae. Loài này được H. Rob. mô tả khoa học đầu tiên năm 1988.